# Siwaliks
De Subhimalaya of Siwaliks (Hindi: शिवालिक ; spellingen als Shiwaliks of Sivaliks komen voort uit alternatieve transcripties van het devanagarischrift) zijn een middelgebergte op het Indiaas Subcontinent, dat deel uitmaakt van de Himalaya's. De Siwaliks vormen een meer dan 1600 km lange zone langs de zuidrand van de Himalaya, waar de bergtoppen meestal niet boven de 2000 m uit komen.
De Siwaliks beginnen in het westen ten noorden van Islamabad in Pakistan, om daarna door Jammu en Kasjmir, Himachal Pradesh en Uttarakhand in India, Nepal, Sikkim, Bhutan en Arunachal Pradesh weer in India naar het oosten te lopen.
Aan de noordkant worden de Siwaliks opgevolgd door een hogere zone die de Kleine Himalaya wordt genoemd, aan de zuidkant door het vlakke moerasland van de Terai. Soms bevinden zich tussen de Siwaliks en de Kleine Himalaya brede dalen, die Duns worden genoemd.

## Geologie
De Siwaliks vormen een deel van het zuidelijke voorland van de Himalaya's en bestaan uit de jongste zuidwaartse overschuivingen. Het gesteente is meestal conglomeraat of zandsteen, en daarom goed doorlatend. Dit maakt de bodem ongeschikt voor grootschalige landbouw.

## Klimaat
De Siwaliks liggen aan de loefzijde van de Himalaya's en hebben dan ook een nat klimaat, vooral in het oosten waar de moesson het hevigst is.  

## Bevolking
De Siwaliks zijn dunbevolkt door in stamverband levende groepen. In het westen wonen Gujjars die een seminomadisch bestaan leiden. Ze zijn op sommige plekken verantwoordelijk voor massale ontbossing en de erosie die daar een gevolg van is.